# 田人町荷路夫
田人町荷路夫（たびとまち にちぶ）は福島県いわき市（田人地区）の大字である。郵便番号は979-0241。本項では同地域にかつて存在した菊多郡・石城郡荷路夫村（にちぶむら）についても記す。

## 地理
いわき市南西部の田人地区に属し、地区内西部に位置する。東で田人町黒田、北で田人町貝泊、南で田人町旅人、西で東白川郡鮫川村大字青生野と隣接する。概ね町村合併以前の菊多郡荷路夫村の流れを汲む地域である。二級水系鮫川水系荷路夫川上流域、別当川上流域、入旅人川上流域を主な範囲とする。川沿いの谷あいの平地に水田が広がり、山裾を中心に住宅が立地するほかは域内のほとんどを山林が占める。福島県道71号勿来浅川線が横断するほか、国道289号荷路夫バイパスが南西部を抜ける。植田町内に所在するいわき南警察署及び田人町旅人に所在する勿来消防署田人分遣所がそれぞれ管轄にあたる。

### 山
- 明神山
- 朝日山

### 河川
二級水系鮫川水系
- 入旅人川
  - 明神川
  - 根室川
- 荷路夫川
  - 間明沢川
  - 木和田川
  - 長根川
- 別当川
  - 新田川
  - 風越川

## 世帯数と人口
2017年（平成29年）4月1日現在の世帯数と人口は以下の通りである。
| 大字                                   | 世帯数 | 人口  |
| -------------------------------------- | ------ | ----- |
| 田人町荷路夫字根室・字道ノ後           | 5世帯  | 14人  |
| 田人町荷路夫字山口・字焼倉             | 9世帯  | 24人  |
| 田人町荷路夫字向田・字和田             | 3世帯  | 12人  |
| 田人町荷路夫字中居・字鶴巻・字花戸     | 8世帯  | 15人  |
| 田人町荷路夫字風越・字菅ノ目・字宝伝前 | 5世帯  | 12人  |
| 田人町荷路夫字榎町                     | 4世帯  | 9人   |
| 田人町荷路夫字間明沢                   | 8世帯  | 27人  |
| 田人町荷路夫字木和田                   | 3世帯  | 7人   |
| 田人町荷路夫字宿家前                   | 5世帯  | 13人  |
| 田人町荷路夫字明下・字新田・字木戸坊   | 8世帯  | 19人  |
| 田人町荷路夫字下石                     | 5世帯  | 15人  |
| 田人町荷路夫字大久保                   | 7世帯  | 17人  |
| 計                                     | 70世帯 | 184人 |

## 歴史

### 沿革
- 幕末時点では菊多郡に所属。泉藩領。
- 明治初年 - 棚倉藩の領地替えにより棚倉藩領となる。
- 1871年（明治4年）
  - 7月14日 - 廃藩置県により棚倉県の管轄となる。
  - 11月2日 - 第1次府県統合により平県の管轄となる。
  - 11月29日 - 平県が磐前県に改称。
- 1876年（明治9年）8月21日 - 第2次府県統合により福島県の管轄となる。
- 1889年（明治22年）4月1日 - 町村制の施行により荷路夫村が単独で自治体を形成。田人村・石住村・貝泊村と4村で町村組合を結成。
- 1896年（明治29年）4月1日 - 所属郡が石城郡に変更。
- 1941年（昭和16年）4月1日 - 田人村に編入。同日荷路夫村廃止。田人村の大字となる。
- 1966年（昭和41年）10月1日 - 田人村が平市・常磐市・磐城市・内郷市・勿来市、石城郡小川町・遠野町・四倉町・川前村・好間村・三和村、双葉郡久之浜町・大久村と合併していわき市が発足。田人町荷路夫となる。

## 小・中学校の学区
市立小・中学校に通う場合、学区は以下の通りとなる。
| 番地 | 小学校               | 中学校               |
| ---- | -------------------- | -------------------- |
| 全域 | いわき市立田人小学校 | いわき市立田人中学校 |

## 交通

### 道路
- 国道289号
  - 荷路夫バイパス
- 福島県道71号勿来浅川線
- 福島県道390号才鉢前山線

## 施設
- 荷路夫公民館（旧いわき市立田人第一小学校荷路夫分校跡）
- 大山津見神社
- 多祁神社